# 宜山专区
宜山专区，1949－1950年为庆远专区，中华人民共和国广西省已撤消的专区，在今广西壮族自治区西北部。
1949年置，专员公署驻宜山县（今宜州市）。辖宜山、天峨、思恩、罗城、南丹、河池、天河、东兰、宜北9县。
1950年，庆远专区改名宜山专区；将东兰县划归百色专区。1951年，武鸣专区所属忻城县及南宁专区所属都安县划入宜山专区。1952年，宜山专区由桂西僮族自治区（副省级）领导；宜北、思恩2县合并为环江县。宜山专区辖9县。
1953年，原柳州专区所属柳江、柳城、来宾、融县、三江、象县、武宣7县划入宜山专区；都安县划归桂西僮族自治区；由融安、三江、罗城及贵州省从江4县析置大苗山苗族自治区；三江县改设三江县侗族自治区；象县、武宣2县合并为石龙县；撤销天河县，并入罗城县，宜山专区辖12县、2自治区。
1955年，三江县侗族自治区改设三江侗族自治县；大苗山苗族自治区改设大苗山苗族自治县。1956年，桂西僮族自治区改置桂西僮族自治州。
1958年，省级广西僮族自治区成立，宜山专区由广西僮族自治区直辖。其后撤销宜山专区，改置柳州专区。